# Mazindol

Strukturformel för de två enantiomererna (+ och –) av mazindol.

Mazindol, summaformel C16H13ClN2O, är ett centralstimulerande medel, använt som bantningsmedel för sin aptitnedsättande effekt. Det patenterades 1969.
Substansen är narkotikaklassad och ingår i förteckning P IV i 1971 års psykotropkonvention, samt i förteckning II i Sverige.